# Samobor (Bośnia i Hercegowina)
Samobor (cyr. Самобор) – wieś w Bośni i Hercegowinie, w Republice Serbskiej, w gminie Gacko. W 2013 roku liczyła 92 mieszkańców.